# Venta (fleuve)
Pour les articles homonymes, voir Venta.
La Venta (en allemand : Windau, en polonais : Windawa) est un fleuve de Lituanie et de Lettonie. Il prend sa source près de Kuršėnai et se jette dans la mer Baltique à Ventspils. Il est très prisé pour ses saumons.